# 松島實
松島實（日语：／ Matsushima Minori，1940年12月1日—2022年4月8日），日本女性配音員、演員、旁白。出身於千葉縣船橋市。最終所屬青二Production。別名松島三川。身高152cm。A型血。

## 簡歷
松島實於1950年代作為童星開始了本身的職業生涯。然而她對演戲毫無興趣，東京都立大學附屬高等學校時期在學園祭舞台上被所有人拒絕，於是她出演了尼古拉·果戈里的《檢察官》女主角，高中畢業後，她考慮上藝術大學。入學考試失利後，偶然看到報紙上演技研究生的廣告，就立即報考了。NHK演技研究所畢業。與她同期的包括加藤綠和天地總子。
之後，她加入了朋友組成的劇團三十人會，在舞台工作的同時以及生完孩子後開始從事真人表演和配音工作。此後，她在劇團新劇場工作，最後隸屬於青二Production。
其首次正式亮相是在NHK教育電視台布偶劇《成長的孩子》。然後1963年開始的動畫《原子小金剛》飾演小角色，在動畫首次亮相。
2020年後因病治療逐漸停止工作，但於2022年4月8日上午7時45分因胰臟癌去世，享壽81歲。4天後即4月12日，青二Production官方網站上宣布了她去世的消息。

## 人物
音域：G3～G4。
經常在動畫扮演少年和少女的角色。
特長：讀書、看電影。資格、執照：普通汽車執照。
已婚，育有兩個孩子。

## 繼任
松島逝世後，以下人員接替了這些角色：
| 繼任     | 角色名 | 概要作品      | 繼任初次擔當作品 |
| -------- | ------ | ------------- | ---------------- |
| 水田山葵 | 鶴     | 《ONE PIECE》 | 第1116話         |

## 演出
粗體字表示主要角色。

### 電視動畫
1963年
- 原子小金剛 (1963年版)（日语：鉄腕アトム (アニメ第1作)）（和輔）[注 2]

1964年
- 狼少年健（日语：狼少年ケン）（1964年—1965年）

1965年
- 超級傑特（日语：スーパージェッター）（水島薰[14]）
- 遊星少年帕皮（日语：遊星少年パピイ）（次郎）

1966年
- 哈里斯旋風（日语：ハリスの旋風）（歐查拉〈朝井葉子〉）

1967年
- 黃金蝙蝠（瑪莉〈初代〉）
- 緞帶騎士

1968年
- 小茜（日语：あかねちゃん）（上條茜[15]）
- 佐武與市捕物控（日语：佐武と市捕物控）（三太）
- 怪物小王子 (1968年版)（市川宏[7][16]）

1969年
- 排球甜心（八木澤靜〈初代〉）
- 酸梅星王子（中村太郎[17]）
- 巨人之星（1969年—1970年）
- 紅三四郎（日语：紅三四郎）（卡米爾）
- 多羅羅 (1969年版)（多羅羅[18]）
- 噴嚏大魔王（百合子、進）
- 嚕嚕米 (1969年版)（日语：ムーミン (アニメ)）（普卡普卡）

1970年
- 無影腳（洋子[19]）
- 昆蟲物語 孤兒哈奇 (1970年版)（艾莉塔、釜助）

1971年
- 土包子大將（日语：いなかっぺ大将）（彭太、南終）
- 萬能旋風兒（日语：国松さまのお通りだい）（歐查拉）
- 安徒生物語（日语：アンデルセン物語）（醜小鴨、魯迪）
- 海螺小姐（1971年—1972年）
- 不可思議的梅璐萌（多多雄〈初代〉）
- 魯邦三世 (TV第1系列)（DJ）

1972年
- 赤胴鈴之助
- 樫木莫克（日语：樫の木モック）（雛鳥、人魚公主、女孩子、愛麗絲、茱麗葉塔、村民）

1973年
- 科學小飛俠（1973年—1979年，次郎、幸子）2系列
- 小青蛙（日语：けろっこデメタン）（科洛洛）
- 惡魔人（歐洛拉[20]）
- 根性青蛙（一郎、女孩子[21]）
- 無敵鐵金剛魔神Z（弓莎也佳〈第2代〉[22]）
- 玲瓏三勇士（小豆[23]）

1974年
- 瓢蟲之歌（日曜子）

1976年
- 小甜甜[24]（崁蒂·懷特·阿德雷）
- 時間飛船（桃太郎）
- 大飯桶（日语：ドカベン）（1976年—1979年，山田幸子（日语：山田サチ子）[25]）
- 尋母三千里（愛蜜莉亞·賽巴洛斯[來源請求]）
- 保羅歷險記（畢卡莉、凸珍、莫奇、拉拉）
- 小小露露與小小的夥伴（日语：リトル・ルルとちっちゃい仲間）（露露）

1977年
- 咪咪流浪記（艾蒂安內·阿坎）

1978年
- 銀河鐵道999（1978年—1980年，拉拉、艾莉絲、米爾、三枝子、莎莉）
- 女王陛下的小天使小偵探（日语：女王陛下のプティアンジェ）（艾莉絲）
- 星星王子 小王子（日语：星の王子さま プチ・プランス）（阿多尼斯）
- 無敵超人桑波特3（奇可）
- 魯邦三世 (TV第2系列)（日语：ルパン三世 (TV第2シリーズ)）（1978年—1979年）

1979年
- 人造人009 (1979年版)（納塔莉、凱薩琳）
- 西頓動物記 灰松鼠旗尾（小孩）
- 尚·萬強物語（日语：ジャン・バルジャン物語）（傅安婷）

1980年
- 天才小釣手（房子）
- 尼爾斯的不可思議之旅（1980年—1981年，旁白、英格麗）
- 回到森林（日语：のどか森の動物大作戦）（碧兒[26]）
- （碧奇[27]）
- 凡爾賽玫瑰
- 怒吼吧，奔奔（日语：ほえろブンブン）（奔奔）
- 魔法少女拉拉貝爾（戶子[28]）

1981年
- 愛的教育克歐雷物語（日语：愛の学校クオレ物語）（克洛西）
- 早安！蘇龐克（日语：おはよう!スパンク）（芹野）
- 怪盜與名偵探
- 恐怖傳說 怪奇！科學怪人（日语：恐怖伝説 怪奇!フランケンシュタイン）（伊莉莎白）
- 怪物小王子 (1980年版)（惡作劇者）
- 怪博士與機器娃娃 (1981年版)（1981年—1983年，莫拉斯）
- 甜甜的美妙冒險（日语：ハニーハニーのすてきな冒険）（甜甜）
- 你好！珊蒂貝爾（日语：ハロー!サンディベル）（旁白[29]、利奇·肯特）

1982年
- 愛的奇蹟 諾曼醫生物語（日语：愛の奇蹟 ドクターノーマン物語）
- 波貝老師與不歸沼澤（日语：ぽっぺん先生#テレビアニメ）（翠鳥、敦盛草）
- 大口妹（日语：あさりちゃん）（貴子、英語講習的教師、天才子）
- 阿波羅之女（艾莉絲）
- 帕塔里洛（日语：パタリロ!）（帕塔利洛10世＝子孫）
- 南方彩虹的露西（露西·梅·波普爾[30]）
- 我們的青春阿爾卡迪亞 無限軌道SSX（日语：わが青春のアルカディア 無限軌道SSX）（火焰）

1983年
- 金肉人（1983年—1986年，米特（日语：アレキサンドリア・ミート）[7][31]、銀假面[32]、霧香[32]、莉莉公主[1]）
- 陶陶繪本館 世界動物物語（日语：タオタオ絵本館）（琪琪）
- 伏魔小旋風（小黑[33]）
- 喬琪姑娘（日语：ジョージィ!）（邦斯夫人）

1984年
- 玻璃假面 (1984年版)（姬川亞弓[34]）
- 金肉人 決戰!! 7位超人VS宇宙野武士（米特）
- 宗谷物語（日语：宗谷物語）（旁白、昭一〈小時候〉）
- 牧場上的少女卡特莉（蘇菲亞·尼拉南[35]）
- 夢戰士WING-MAN（日语：ウイングマン）（蒂爾、基里卡、卡帕）
- 魯邦三世 PARTIII（日语：ルパン三世 PARTIII）

1985年
- 大都會小子（日语：コンポラキッド）（晴海大五郎.JR[36]）
- 昭和笨蛋小說搞笑第1名！（日语：昭和アホ草紙あかぬけ一番!）（1985年—1986年，斑尾菜菜子）

1986年
- 鬼太郎 (第3作)（骨女〈初代〉）
- 褞袍超人（塗鴉鬼）
- 相聚一刻（千草律子）

1987年
- 新楓葉鎮物語 棕櫚鎮篇（妲莉亞·庫卡）

1988年
- 麵包超人（1988年—1994年，唐傘小僧、陀螺小子）
- 鬥將!! 拉麵男（燒賣[37]）

1989年
- 森林大帝 (1989年版)（馬努瓦）

1990年
- 惡魔君（哥摩利）
- 快樂的嚕嚕米一家（海豚拉普）
- 魔法使莎莉 (1989年版)（雪莉老師〈初代〉）
- 黑色推銷員（濱田美鈴）

1991年
- 淘氣的雙胞胎 克萊爾學院物語（日语：おちゃめなふたご クレア学院物語）（菲莉西亞·羅博老師[38]）
- 金魚注意報（1991年—1992年，小荳荳[39]）
- 金肉人 金肉星王位爭奪篇（1991年—1992年，米特[40]）
- 21衛門（1991年—1992年，媽媽[41]）
- 亂馬½ 熱鬥篇（雷門手鞠）

1992年
- 宇宙小超人 3000萬光年尋找母親（日语：ウルトラマンキッズ 母をたずねて3000万光年）
- 超電動機器人 鐵人28號FX（伊莉莎白2世）

1993年
- 奇天烈大百科（染香）
- 小小男子漢（江口〈妻〉）

1998年
- 動畫週刊DX！Mi-Pha-Pu（日语：アニメ週刊DX!みいファぷー）
  - 看我這一邊！蜜子（日语：こっちむいて!みい子）（野村芳樹）
  - 不可思議魔法藥店（日语：ふしぎ魔法ファンファンファーマシィー）（富貴子）
  - （缺席）
- 抓狂一族（旁白）
- 丸少爺（母岩）

1999年
- 怪博士與機器娃娃 (1997年版)（巴桑公主）

2001年
- 妙妙魔法屋（ミスタイプ）

2003年
- （船瀨、發、小雪）

2004年
- 魔法咪路咪路Wonderful（松鼠）

2006年
- Keroro軍曹（チュートン）

2010年
- ONE PIECE（2010年—2016年，鶴[13]）

2014年
- ONE PIECE “3D2Y” 跨越艾斯之死！魯夫與夥伴的誓言（鶴）

2015年
- ONE PIECE ～迷霧島大冒險～（鶴）

### 電影動畫
- （1970年，博士）
- 動物金銀島（日语：どうぶつ宝島）（1971年，吉姆）
- 魔犬萊納0011變身吧！（日语：魔犬ライナー0011変身せよ!）（1972年，萊納〈傑克〉[42]）
- 無敵鐵金剛對惡魔人（日语：マジンガーZ対デビルマン）（1973年，弓莎也佳）
- 宇宙圓盤大戰爭（1975年，牧野光）
- 綿羊小鈴（1978年，小鈴）
- 神奇獨角馬 黑雲與白羽（日语：ユニコ）（1979年，奇可）
- 天狼星的傳說（日语：シリウスの伝説）（1981年，李[43]）
- 千年女王（1982年，卑彌呼）
- 帕塔里洛：星塵計劃（日语：パタリロ!#劇場アニメ）（1983年）[44]
- 劇場版 漫畫伊索寓言（日语：まんがイソップ物語 (映画)）（1983年，伊索的母親）
- 金肉人：被奪走的冠軍腰帶（日语：キン肉マン 奪われたチャンピオンベルト）（1984年，米特（日语：アレキサンドリア・ミート）[45]）
- 金肉人：大暴動！正義超人（日语：キン肉マン 大暴れ!正義超人）（1984年，米特）
- 金肉人：正義超人vs古代超人（日语：キン肉マン 正義超人vs古代超人）（1985年，米特）
- 金肉人：逆襲！宇宙隱形超人（日语：キン肉マン 逆襲!宇宙かくれ超人）（1985年，米特）
- 金肉人：愉快的身影！正義超人（日语：キン肉マン 晴れ姿!正義超人）（1985年，米特）
- 金肉人：紐約千鈞一髮！（日语：キン肉マン ニューヨーク危機一髪!）（1986年，米特）
- 金肉人：正義超人vs戰士超人（日语：キン肉マン 正義超人vs戦士超人）（1986年，米特）
- 劇場版 新楓葉鎮物語 棕櫚鎮篇 ～你好！新的小鎮～（日语：新メイプルタウン物語 パームタウン編 (1987年の映画)）（1987年，妲莉亞·庫卡）
- 劇場版 鬥將!! 拉麵男（1988年，燒賣）
- 哆啦A夢：大雄的天方夜譚（1991年，米庫金）
- 劇場版 小甜甜（1992年、崁蒂·懷特·阿德雷）
- 21衛門：去宇宙吧！赤脚公主（1992年，媽媽）
- 卡塔君物語（日语：カッタ君物語）（1995年，野村翔的母親）
- 蠟筆小新：電擊！豬蹄大作戰（1998年，媽媽）
- ONE PIECE FILM Z（2012年，鶴）
- 劇場版 無敵鐵金剛／INFINITY[46]（2018年，列車廣播）

### OVA
- 宇宙戰爭DALLOS（1983年，野野村瞬的母親）
- 金肉人的交通安全（1986年，米特）
- 銀河英雄傳說（1989年，格奈莉亞·溫莎）
- 內衣教父（1991年，近藤妙[47]）
- 無責任艦長泰勒（1994年，卡爾遜）
- ONE PIECE FILM STRONG WORLD EPISODE:0（2009年，鶴）

### 遊戲
- 超級機器人大戰系列（1996年—2009年，弓莎也佳）17作品[系列 1]
- 名偵探柯南 3人的名推理（2000年，美佐子·加姆蘭、Round House的客人）

### 廣播劇CD
- 金肉人的The Hit Parade 超人之歌20選（米特）

### 外語配音

#### 電影
- 進城去（英语：Andremo in città）（費德里科男孩）※NHK版。
- 緊急下潛（珍·休利特〈安妮·巴克斯特〉）※朝日電視台新錄製版。
- 長腿叔叔（英语：Daddy Long Legs (1955 film)） ※TBS版。
- 機靈狗班吉（英语：For The Love Of Benji）（瑪莉〈帕齊·嘉瑞特（英语：Patsy Garrett）〉）※NHK版。
- 她（英语：She (1965 film)）（烏斯汀〈羅森達·蒙特羅斯（英语：Rosenda Monteros）〉）
- 星艦迷航記（妮歐塔·烏瑚拉〈妮雪兒·尼柯斯〉）※DVD版。
- 布偶占領曼哈頓（英语：The Muppets Take Manhattan）（瓊·瑞佛斯[注 3]）※CBS／FOX（英语：20th Century Studios Home Entertainmen）版。
- 龍翔鳳舞雪山盟（英语：Twelve Girls and One Man）（羅塞爾·福奇斯〈葛琳德·蘿克（英语：Gerlinde Locker）〉）※東京電視台版。
- 劇盜柔腸（英语：Whistle Down the Wind (film)）（查爾斯·博斯托克〈艾倫·巴恩斯〉）※NHK版。
- 贏家（英语：Winners (Australian TV series)）（艾爾西·賴爾丹〈林登·威爾金森（英语：Linden Wilkinson）〉）

#### 電視影集
- 美國騎行（英语：Cavalcade of America）（安迪〈約翰·亨斯利〉）
- 迷失太空（英语：Lost in Space）（佩妮·羅賓遜〈安琪拉·卡溫特（英语：Angela Cartwright）〉）
- Poly（帕斯卡〈馬赫迪·艾爾·葛洛伊（英语：Mehdi El Glaoui）〉）
- 星際爭霸戰（妮歐塔·烏瑚拉〈妮雪兒·尼柯斯〉）
- 銀河前哨（妮歐塔·烏瑚拉）
- 法網恢恢（維琪〈艾德麗安·海茲〉）
- 打擊魔鬼（英语：The Man from U.N.C.L.E.）（尼拉·尼爾森〈林恩·洛林〉）
- 星際戰爭（蓋伊·埃利斯中尉〈嘉布麗葉兒·德拉克（英语：Gabrielle Drake）〉）

#### 動畫
- 查理布朗與史努比 (野澤雅子版)（奈勒斯、謝勒德）

#### 人偶劇
- 超空人（頌歌天使）

### 特攝影集
- 超力戰隊王連者（皇妃〈皇太后〉希斯特莉亞的聲音）
  - 劇場版 超力戰隊王連者（皇太后希斯特莉亞的聲音）
  - 超力戰隊王連者 王連VS隱連者（皇太后希斯特莉亞的聲音）
- 燃燒吧!! 小露寶（第4話客串）

### 旁白
- 講談社乘物博物館（1989年5月—1990年3月）
- 歡迎光臨微笑廚房（日语：笑顔がごちそう ウチゴハン）（2010年4月—）
- 看清世界！電視特搜部（日语：世界まる見え!テレビ特捜部）（主要擔任中年女性、小孩的聲音）[7]
- 超次元計時炸彈（日语：超次元タイムボンバー）

### 人偶劇
- 空中都市008（日语：空中都市008）
- 兒童人偶劇場（日语：こどもにんぎょう劇場）
  - （頓念）
  - 「西遊記」（孫悟空）
- 逗貓市的11人（日语：ネコジャラ市の11人）
- 笛吹童子（日语：笛吹童子）
- 紅孔雀（日语：紅孔雀）（風小僧）

### 廣播節目
- 青山二丁目劇場（日语：青山二丁目劇場）『翡翠森林狼與羊』（狼群）
- 廣播劇畫傑作系列（日语：ラジオ劇画傑作シリーズ）『怪醫黑傑克』（皮諾可）

### 電視劇
- 特別機動搜査隊（日语：特別機動捜査隊）（1967年，NET、東映）
- 貓咪計程車（2010年，東名阪網6（日语：東名阪ネット6））

### 電視節目
- （日本電視台）—節目末期主持人
- 一張照片（日语：一枚の写真）（1988年3月16日，富士電視台）
- 笑一笑又何妨！（富士電視台）—演出
- 藝人雜學王最強No.1決定戰（日语：今すぐ使える豆知識 クイズ雑学王）（2010年3月22日，朝日電視台）—題目VTR
- 直到世界的盡頭ItteQ！（日本電視台）—外國人的日語配音[7]
- THE世界遺產（日语：THE世界遺産）（TBS）—聲音演出[7]
- 漂流者的聖誕禮物（日语：ドリフのクリスマスプレゼント）—聲音演出
- 爆報！THE FRIDAY（日语：爆報! THE フライデー）—聲音演出

### 教養節目
- AIUEO（日语：あいうえお (テレビ番組)）
- （珍念）
- 來玩什麼吧（日语：できるかな）（1966年）[注 4]
- 來玩英語吧（日语：英語であそぼ）（亞克，→）

### 廣告
- 青柳外郎（日语：青柳総本家）
- NTT Communications（日语：NTTコミュニケーションズ）「HOPE」篇 老婦人的聲音
- 講談社 電視雜誌（日语：テレビマガジン）
- RinanaiECO ONE[48]

### 柏青哥、角子機
- CR柏青哥金肉人（日语：CRぱちんこキン肉マン）（米特（日语：アレキサンドリア・ミート））
- 角子機金肉人（日语：パチスロキン肉マン）（米特）
- 角子機金肉人 ～金肉肉星王位爭奪篇～（日语：パチスロキン肉マン）（米特）

### 音樂
- （電視動畫《小茜》主題歌）
- （《狼少年健》）
- （大山羨代／水垣洋子／松島實／西六鄉少年合唱團）
- （大山羨代／水垣洋子／松島實）
- （《金肉人》）
- （《金肉人》片尾曲。神谷明&松島實。）
- （翻唱。《懷舊MUSIC CLIP 20》CD收錄。）
- （《伏魔小旋風》片尾曲。藤田淑子等。）

## 腳註

## 外部連結
- 松島實｜青二Production （日語）